# Memphis blues

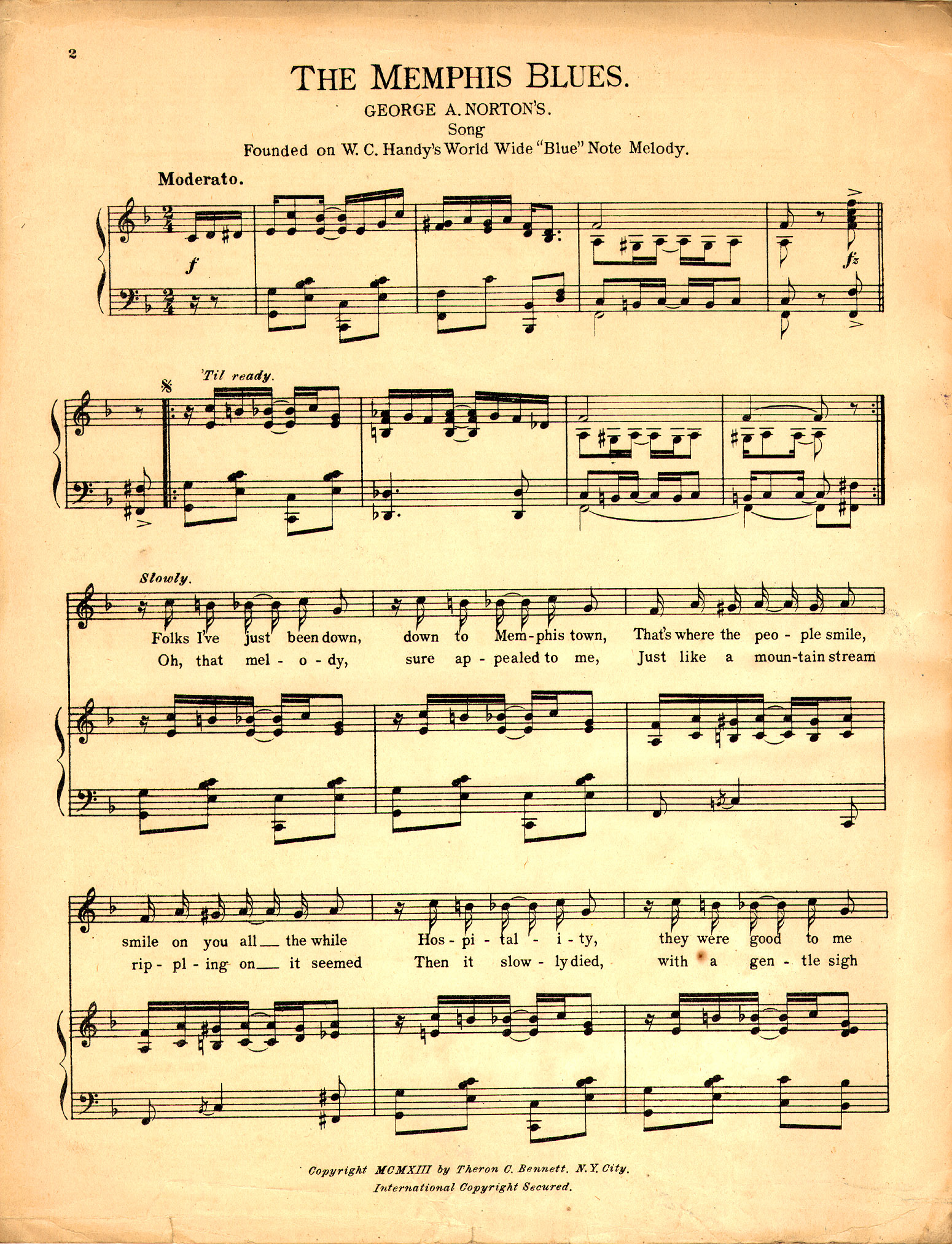
Partitura de "The Memphis Blues" de W. C. Handy. Página 1 de 4.

El Memphis blues es un estilo de música blues creado durante las décadas de 1920 y 1930 por músicos de Memphis, Tennessee, tales como Frank Stokes, Sleepy John Estes, Furry Lewis y Memphis Minnie. Este estilo fue popular en los vodevil y en los medicine show, asociándose con Beale Street (la principal área de entretenimiento de la ciudad de Memphis). Algunos musicólogos creen que fue el Memphis blues el estilo que definió la separación de róles de la guitarra rítmica y guitarra principal; dicha separación terminó por convertirse en el estándar del rock and roll y de la música popular. 
Junto con el blues basado en guitarras, las jug bands (como la de Gus Cannon y la Memphis Jug Band), fueron muy populares interpretando este estilo musical. El estilo de las jug band enfatizaba en los ritmos bailables y sincopados del jazz más temprano junto con estilos folk arcaicos; el estilo musical de estos grupos solía basarse en instrumentos caseros, como la armónica, el violín, la mandolina, el banjo, guitarras y tablas de lavar la ropa. 

## Historia
Tras la Segunda Guerra Mundial, se popularizó el uso de los instrumentos eléctricos entre los intérpretes del Memphis blues; debido a la migración de afroamericanos, desde el delta del Misisipi y otras áreas del sur de Estados Unidos hacia zonas urbanas, muchos músicos interpretaron Memphis blues llegando a cambiar su sonido clásico.Intérpretes de blues como Howlin' Wolf, Willie Nix, Ike Turner y B.B. King tocaron en Beale Street, grabando algunos clásicos de blues eléctrico y rock and roll para compañías discrográficas como Sun Records. Estos músicos influyeron a los músicos posteriores, principalmente a los primeros intérpretes de rockabillies, muchos de los cuales también realizaron grabaciones para la discográfica Sun Records.
«Memphis Blues» es también el título de una canción publicada por W. C. Handy en 1912. Esta composición no es el primer tema de blues publicado, pero fue uno de los primeros éxitos de la música blues. Handy compúso este tema basándose en su canción de campaña política «Mr. Crump Don't Like It».

## Intérpretes destacados
- Frank Stokes
- Furry Lewis
- Memphis Minnie
- Willie Nix
- Sleepy John Estes
- Ida Cox
- Dr. David Evans
- Joe Willie Wilkins
- Raymond Hill
- Walter "Mose" Vinson
- B.B. King
- Junior Parker
- Howlin' Wolf
- Ike Turner
- James Cotton
- Rosco Gordon
- Bobby Sowell
- Big Mama Thornton

- Datos: Q509901